# Кортни, Брэд
Брэд Ко́ртни (англ. Brad Courtney; род. Уайтфиш-Бей, Висконсин, США) — американский политик-республиканец, председатель отделения Республиканской партии в штате Висконсин (2006—2007, с 2011 года).

## Биография
В 1977 году окончил среднюю школу в Уайтфиш-Бее.
В 1981 году получил учёную степень бакалавра гуманитарных наук в области делового администрирования и политологии, окончив Университет Вандербильта.
С 1990 года начал свою политическую карьеру, когда был сотрудником кампании Ричарда Грабера по внутрипартийным выборам в Ассамблею штата Висконсин. И хотя Грабер проиграл эти выборы, однако в дальнейшем он занимал пост председателя отделения Республиканской партии в Висконсине (1999—2007), а также являлся послом США в Чехии (2006—2009). Во время проведения кампании Кортни познакомился со Скоттом Уокером.
В 2006—2007 годах — председатель отделения Республиканской партии в штате Висконсин (ранее — заместитель председателя).
Принимал участие в избирательных кампаниях Скотта Уокера, баллотировавшегося на пост главы исполнительной власти округа Милуоки и губернатора Висконсина.
В 2011 году был избран председателем отделения Республиканской партии в штате Висконсин на второй срок, сменив Райнса Прибуса, занявшего пост председателя Национального комитета Республиканской партии.
С 1982 года работает в компании «Courtney Industrial Battery», с 2011 года являясь её совладельцем и президентом.

## Личная жизнь
В браке с супругой барбарой имеет трёх дочерей.